# Durna Grań

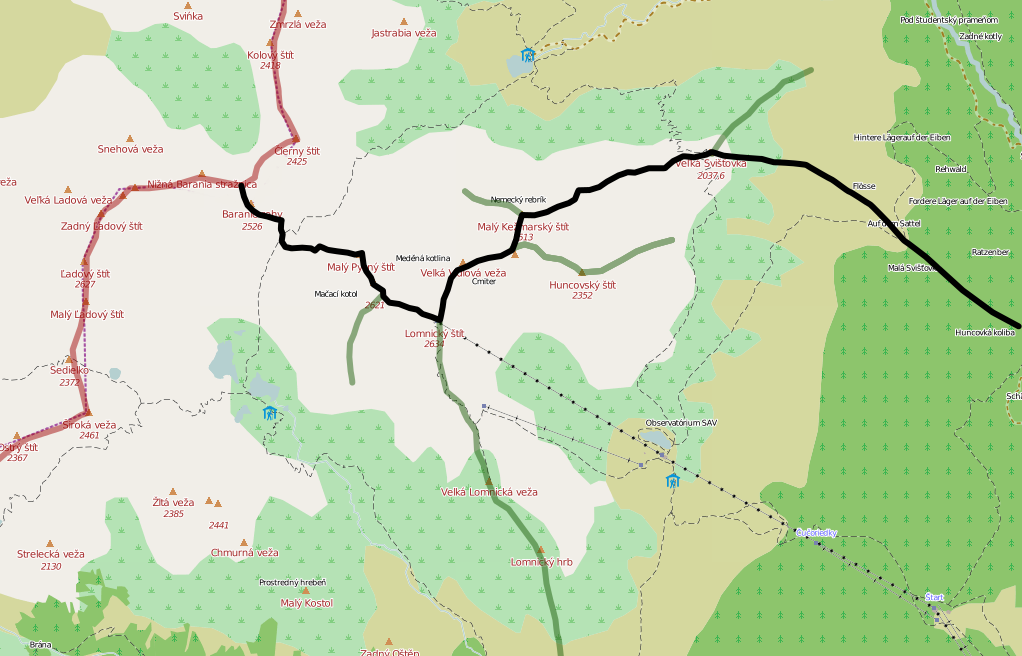
Schematyczna mapa graniowa. Durna Grań to pierwsza od zachodu z grani oznaczonych zielonym kolorem, odgałęziających się od długiej grani bocznej Wyżniego Baraniego Zwornika

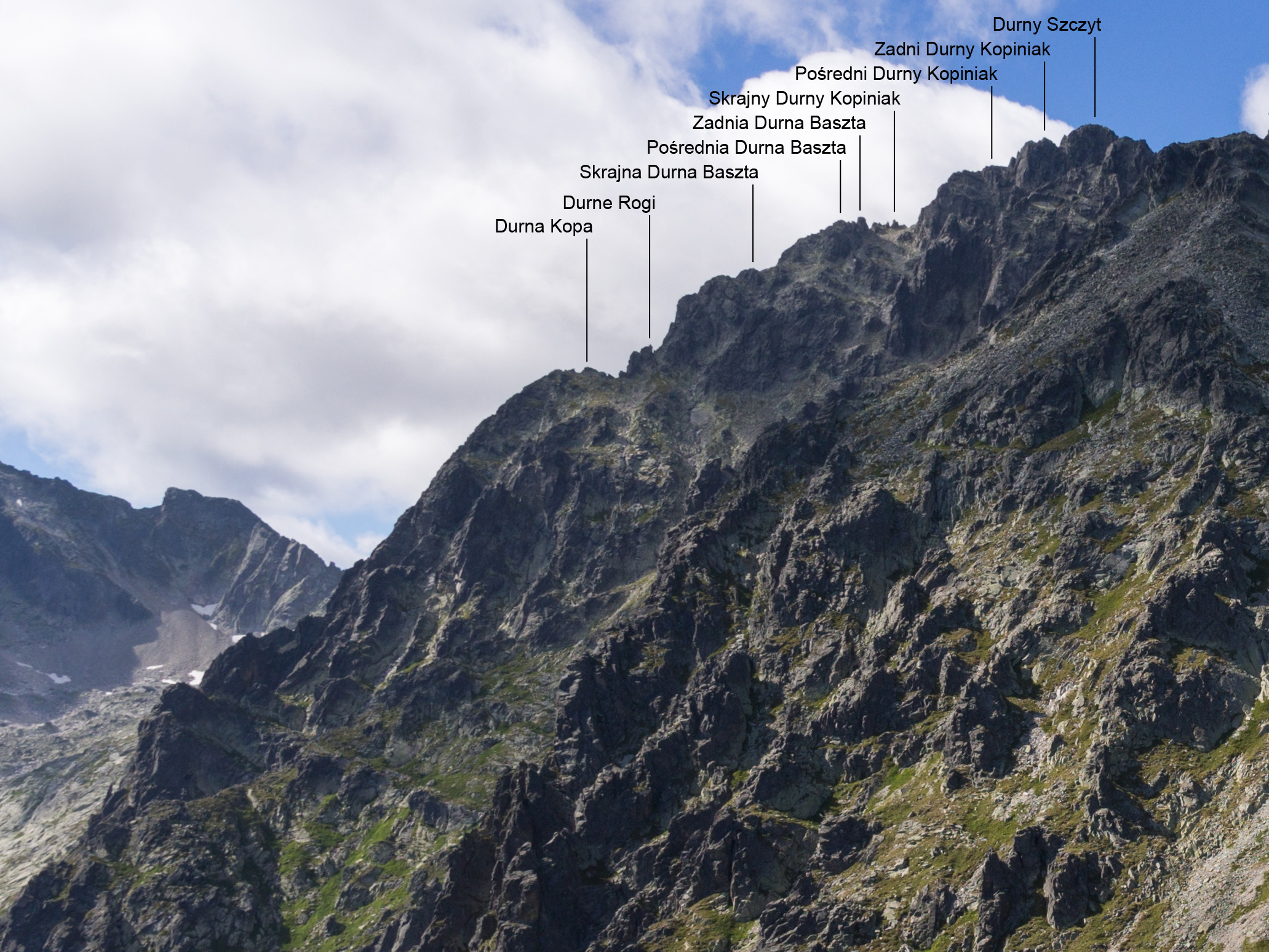
Durna Grań z Wielkiej Łomnickiej Baszty

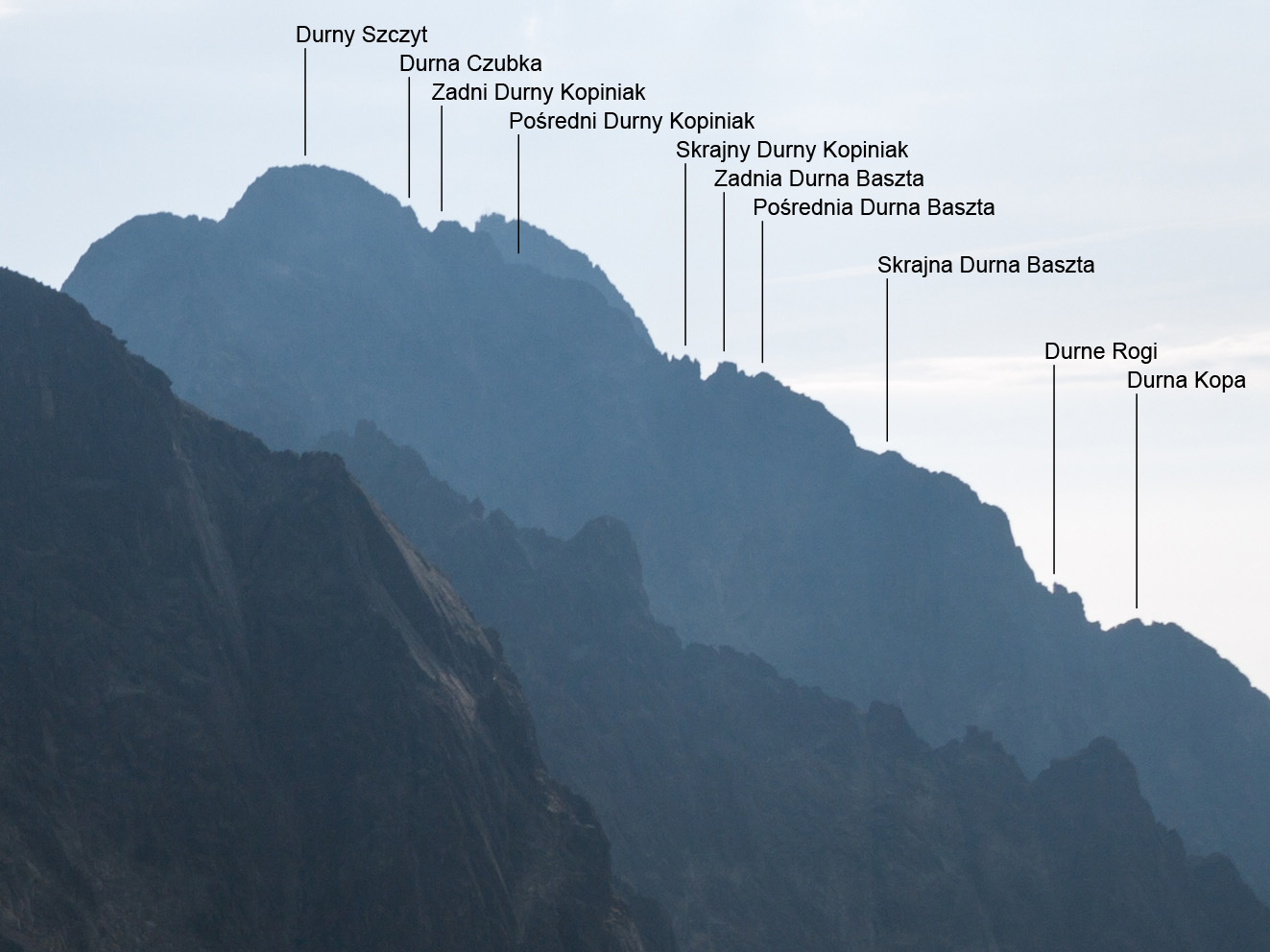
Durna Grań ze Śnieżnego Zwornika

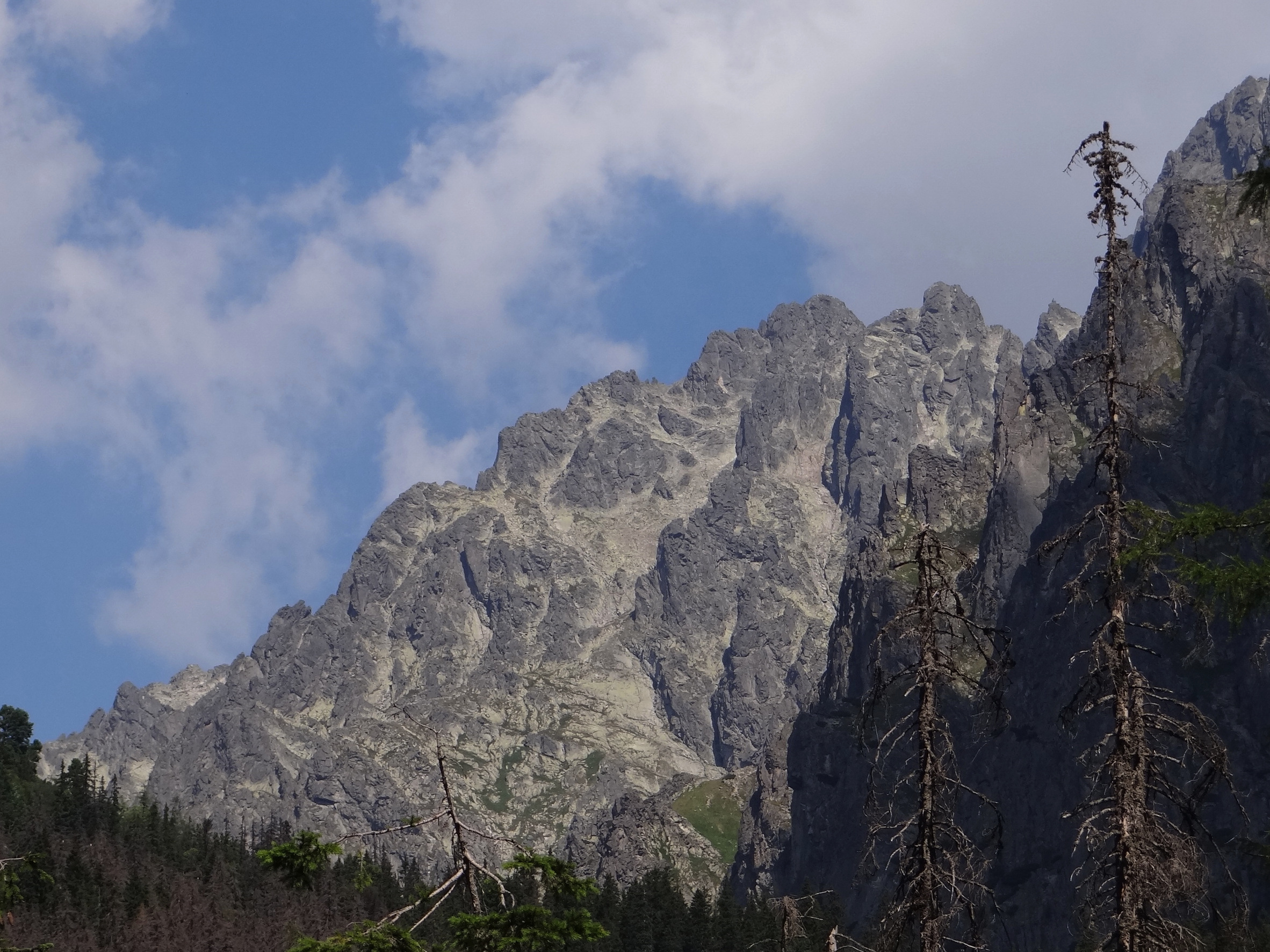
Durna Grań od południowo-wschodniej strony. Po jej prawej stronie ściana Łomnicy

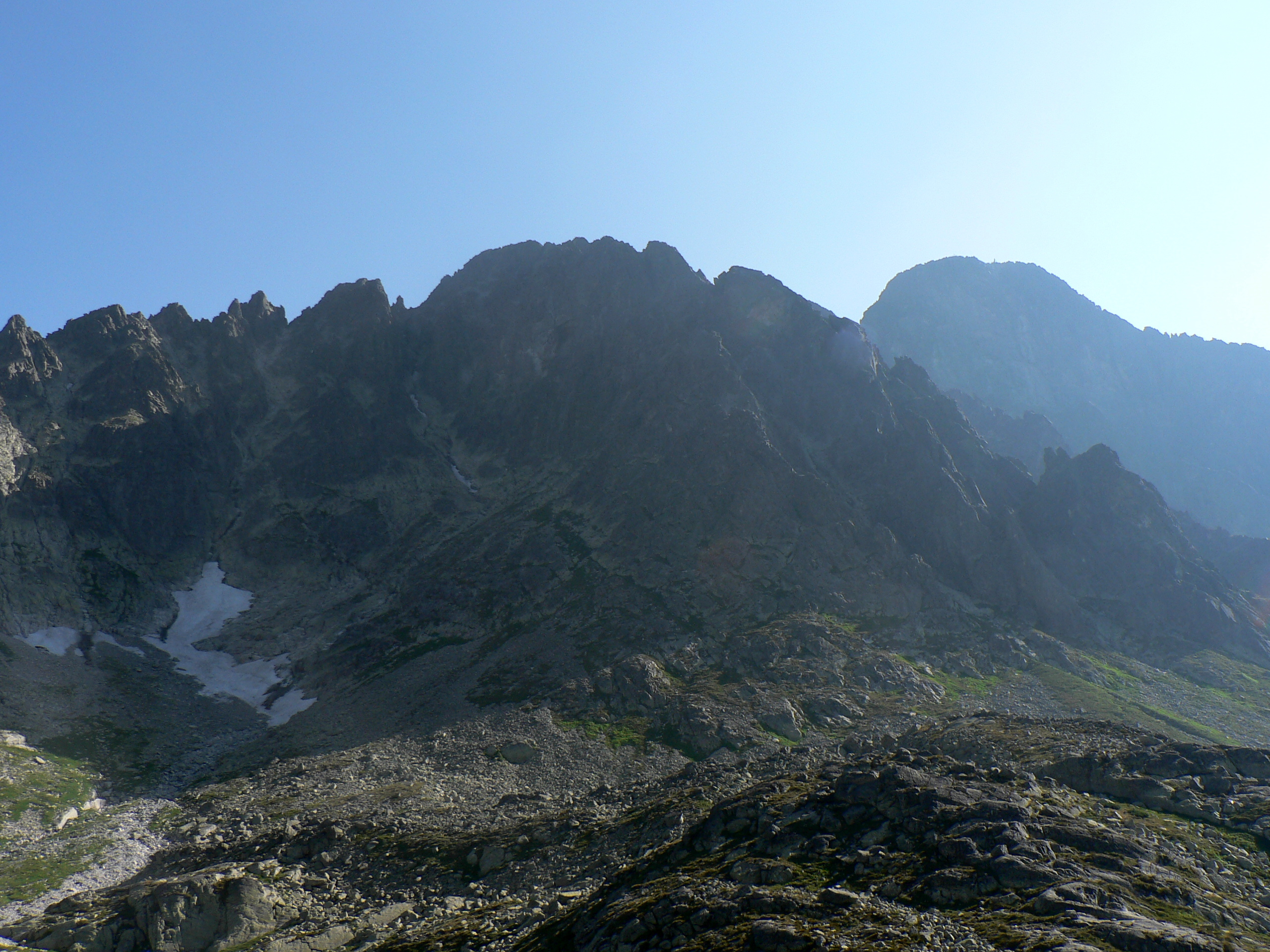
Durna Grań na prawo od wierzchołka Durnego Szczytu w centrum zdjęcia

Durna Grań (słow. Pyšný hrebeň) – grań w słowackich Tatrach Wysokich, odgałęziająca się na południe (z odchyleniem ku zachodowi) od Durnego Szczytu (Pyšný štít) w długiej południowo-wschodniej grani Wyżniego Baraniego Zwornika.
Grań biegnie w kierunku Złotych Spadów – ściany stawiarskiej oddzielającej Dolinę Pięciu Stawów Spiskich od jej dolnego przedłużenia, Doliny Małej Zimnej Wody. Jej zachodnie stoki opadają do Spiskiego Kotła, natomiast wschodnie – do Klimkowego Żlebu. Początkiem Durnej Grani nie jest główny wierzchołek masywu Durnego Szczytu, ale punkt w jego południowo-wschodniej grani.

## Przebieg grani
Od Durnego Szczytu w kierunku południowym można wyróżnić kolejno następujące obiekty:
- Durna Szczerbinka (Pyšná štrbina),
- Durna Czubka (Pyšný hrb),
- Wyżnie Durne Wrótka (Vyšné pyšné vrátka),
- Zadni Durny Kopiniak (Zadná pyšná veža),
- Pośrednie Durne Wrótka (Prostredné pyšné vrátka),
- Pośredni Durny Kopiniak (Prostredná pyšná veža),
- Niżnie Durne Wrótka (Nižné pyšné vrátka),
- Skrajny Durny Kopiniak (Predná pyšná veža),
- Wyżni Durny Karb (Vyšný pyšný zárez),
- Zadnia Durna Baszta (Zadná pyšná bašta),
- Pośredni Durny Karb (Prostredný pyšný zárez),
- Pośrednia Durna Baszta (Prostredná pyšná bašta),
- Niżni Durny Karb (Nižný pyšný zárez),
- Skrajna Durna Baszta (Predná pyšná bašta),
- Wyżnia Durna Szczerba (Vyšná Pyšná štrbina),
- Durne Rogi (Pyšné rohy),
- Niżnia Durna Szczerba (Nižná Pyšná štrbina),
- Durna Kopa (Pyšná kopa)[4][5].

Dolny fragment grani rozdziela się na trzy odnogi o charakterze filarów, z których najniżej opada wschodnia. Stoki grani po stronie Klimkowego Żlebu są niezbyt strome i w niektórych miejscach trawiasto-piarżyste. Po drugiej stronie grani znajdują się wysokie i urwiste ściany opadające do Spiskiego Kotła oraz żlebu opadającego spod Durnej Przełęczy.
Trzema dolnymi odnogami Durnej Grani biegną cztery drogi (dwie środkowym odgałęzieniem i po jednej pozostałymi), na obiekty w grani można też wchodzić od strony wschodniej lub zachodniej.

## Historia i nazewnictwo
Pierwsze przejścia:
- letnie prawą odnogą – Karl Hannemann, 30 sierpnia 1911 r.,
- zimowe prawą odnogą – Ivan Sitař i Vlastimil Šmida, 10 lutego 1956 r.,
- letnie prawą ostrogą środkowej odnogi – Władysław Dobrucki, A. Herold, Štefan Lux, Stanisław Motyka i István Zamkovszky, 14 września 1937 r.,
- zimowe prawą ostrogą środkowej odnogi – František Plšek i Zdeněk Záboj, 16 marca 1952 r.,
- letnie lewą ostrogą środkowej odnogi – Imre Barcza, Oszkár Jordán i Tihamér Szaffka, 3 sierpnia 1909 r.,
- letnie lewą odnogą – Karol Bocek i Vladimír Suchý, 21 lipca 1949 r.,
- zimowe lewą odnogą – Valerian Karoušek i Jaroslav Sláma, 14 lutego 1954 r.[4]

Nazwa grani pochodzi bezpośrednio od Durnego Szczytu, którego nazwa z kolei jest związana z jego wyglądem. W gwarze podhalańskiej słowo durny oznacza: dumny, pyszny.